# Jeppesen
Jeppesen est une entreprise américaine fondée en 1934, maintenant filiale de Boeing, spécialisée dans les cartes, données et systèmes de navigation aéronautiques dont le siège social est situé à Englewood dans la banlieue de Denver aux États-Unis.

## Historique
La société a été créée en 1934 par Elrey Jeppesen, un pilote qui fut le premier à recueillir des informations sur les terrains et routes qu'il utilisait pour ses vols de transport de courrier. Les cartes routières utilisées par les premiers aviateurs manquaient cruellement de données pertinentes pour leur usage. Jeppesen, qui vole souvent la nuit, est obsédé par la sécurité : il définit des altitudes minimales de sécurité à proximité des aérodromes, relève les longueurs, orientations, altitudes et pentes des pistes, note la localisation de la manche à air et des obstacles. Il compile également les noms et numéros de téléphone des responsables des terrains ainsi que des fermiers aux alentours susceptibles de fournir la météo.

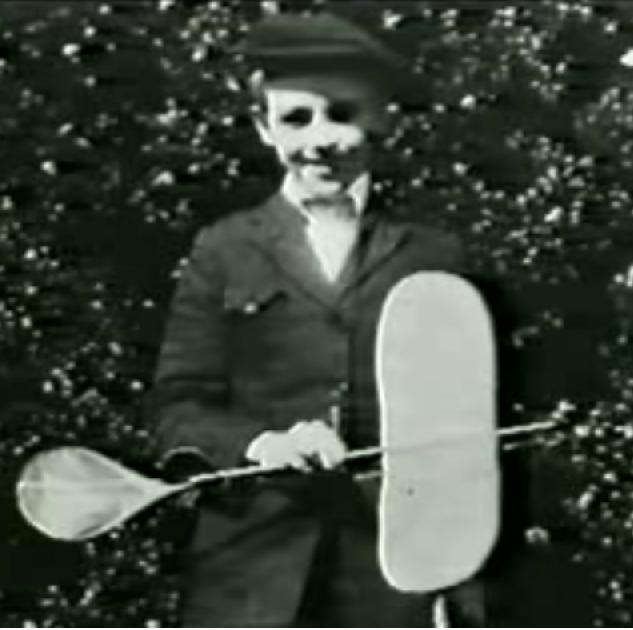
Elrey Jeppesen (1907-1996) enfant - il a rêvé de piloter depuis qu'il a eu 14 ans.

Il prend également sur son temps libre pour explorer les environs et fiabiliser ses données. Quand il se mariera avec Nadine, l'une des premières hôtesses de l'air, celle-ci devra abandonner son métier mais accompagnera son mari dans la collecte des données.
Ces informations (personnelles au début) suscitèrent l'intérêt des autres pilotes auxquels Jeppesen se mit alors à fournir des copies. Réalisant la valeur de son travail et constatant qu'il lui prenait tout son temps libre, il emprunta alors la somme de 450 dollars, acheta 50 classeurs, et se mit à vendre ses fiches pour la somme de 10 dollars. Réciproquement, les autres pilotes ont commencé à enrichir ce qui devint le célèbre petit classeur noir.

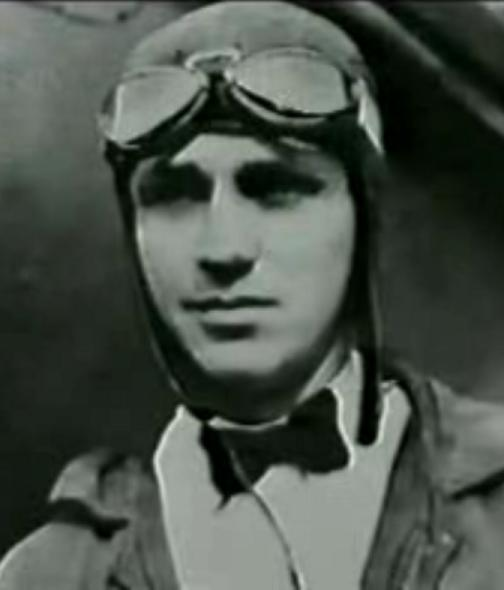
Elrey Jeppesen dans les années 1920.

En particulier, chez United Airlines, compagnie qui l'emploie dans les années 30, les pilotes insistent auprès de leur employeur pour utiliser les cartes de Jeppesen plutôt que celles fournies par la compagnie. Ce travail de mise à jour devenant de plus en plus consommateur de temps, Jeppesen abandonnera progressivement ses activités de pilote (il arrêtera définitivement en 1954 après 18 000 heures de vol) pour se consacrer à son entreprise même s'il affirmera plus tard que :
L'idée n'a jamais été de démarrer un business pour faire de l'argent. Je voulais juste apporter ma contribution. Aucun diplômé de Harvard n'aurait démarré un tel business : à cette époque il n'y avait qu'une poignée de pilotes et une poignée d'avions.
Quand la guerre débute, Jeppesen dispose d'une grande quantité de données exclusives regroupées dans ce qu'il a baptisé Airway Manual. L'armée de l'air puis la marine américaine lui passent des contrats afin qu'il réalise leurs propres cartes qui sont baptisées les Jeppcharts. Il cartographie ainsi progressivement l'ensemble des États-Unis, l'Alaska et le sud du Canada.
En 1947, Jeppesen collabore avec les autorités américaines pour standardiser les procédures de vol aux instruments ainsi que la représentation des informations fournies. En 1957, la société s'étend en Europe et ouvre un bureau à Francfort. En 1974, elle acquiert Sanderson, qui développe des films pour la formation des pilotes. En 1980, elle rachète Bottlang, spécialisée dans les cartes de vol à vue européennes. En 2000, elle est reprise par Boeing pour 1,5 milliard de dollars (6 fois le chiffre d'affaires).
De fait, son fondateur avait pris conscience dans les années soixante que, malgré l'extrême rigueur prise dans la réalisation des cartes, un accident majeur d'avion pourrait lui être imputé et le ruiner ainsi que sa famille. Il a donc cédé son entreprise à Times Mirror qui l' a progressivement écarté des opérations. Dans les années qui ont suivi, plusieurs procès ont effectivement été perdus par la société et lui ont coûté des millions de dollars.
Une bonne partie de la collection historique d'Elrey Jeppesen a été confiée au Museum of Flight de Seattle -  le plus grand musée aéronautique privé du monde.

## Aujourd'hui
Les cartes Jeppesen sont extrêmement populaires parmi les pilotes car elles présentent de façon harmonisée au  niveau mondial des données qui sont disponibles dans chaque pays, fournies par les administrations locales, de façon hétérogène. On les surnomme les "Jepp".
Elles comportent les cartes en route, les cartes d'approche et d'aérodrome ainsi que d'autres données utiles à la préparation puis à la conduite du vol ainsi qu'à l'escale.
Jeppesen édite ces données sous forme électronique et commercialise également des logiciels de planification de vol. Les données Jeppesen sont également intégrées dans des systèmes embarqués à bord des avions tels que les suites avioniques de Thales ou la G1000 de Garmin.